# 川崎市立宮前平小学校
川崎市立宮前平小学校（かわさきしりつ みやまえだいらしょうがっこう）とは、神奈川県川崎市宮前区にある公立小学校である。

## 沿革
- 1980年（昭和55年）4月1日 - 開校。

## 教育
- 「今日も楽しく明日が待たれる学校に」という言葉をフレーズにし、児童を育てる。
- なかよし班で児童同士の関わりを高める。
- 「宮前平スタンダード」教育で常識や規範意識を浸透させる。
- 人とのかかわりを大切にする心豊かな子どもを育てる。
- 質の高い授業を保障し、自信や将来の夢をもち生活できる子どもを育てる。
- 自分の学校や自分の地域を誇りに思う子どもを育てる。

## なかよし班
- 赤組、黄色組、青組、白組と分かれていて、それぞれ4班ずつある。
- なかよし班の目的は、児童同士の関わりを深める事にある。
- 6年生がリーダーとなって活動する。
- 運動会にもなかよし班の組み分けは適用される。

## 学区
- 宮前平1・3丁目

## 卒業後の進路
- 宮前平中学校

## アクセス
- 東急バス宮06系統「宮前平小」バス停下車後、
  - 川崎市道梶ヶ谷菅生線側の門まで、
    - 宮崎台駅発のバス停から、徒歩約90m・約1分。
    - 宮崎台駅行のバス停から、徒歩約135m・約2分（宮前平中学校近くの横断歩道経由・直線距離では近い）。

  - 校舎側の門まで、
    - 宮崎台駅発のバス停から、徒歩約190m・約3分。
    - 宮崎台駅行のバス停から、徒歩約245m・約4分。